# Wojciech Romaniuk
Wojciech Maciej Romaniuk (ur. 20 stycznia 1970 w Białej Podlaskiej) – polski polityk, przedsiębiorca, menedżer, poseł na Sejm V kadencji.

## Życiorys
W 1995 ukończył studia na Wydziale Zarządzania i Marketingu Politechniki Lubelskiej, w 1999 – studia podyplomowe z zakresu zarządzania i planowania w biznesie na Uniwersytecie Illinois w USA, a w 2005 – studia z zakresu zarządzania w turystyce i hotelarstwie w Wyższej Szkole Społeczno-Przyrodniczej w Lublinie. Zajął się prowadzeniem zakładu remontowo-budowlanego w Białej Podlaskiej. Został także współwłaścicielem hotelu w tym mieście.
Należał do ZHP. W latach 90. był członkiem Ruchu Odbudowy Polski.  W wyborach samorządowych w 1998 bezskutecznie kandydował do rady miasta z listy Akcji Wyborczej Solidarność. W 2001 stanął na czele struktur Samoobrony RP w Białej Podlaskiej. Wszedł także w skład rady krajowej tej partii. Bez powodzenia kandydował z ramienia tej partii w wyborach samorządowych rok później (do sejmiku lubelskiego i na wójta gminy Biała Podlaska (otrzymał 10% głosów)).
W wyborach w 2005 z jej listy uzyskał mandat poselski na Sejm V kadencji z okręgu chełmskiego liczbą 10 719 głosów. W latach 2006–2007 pełnił funkcję wiceprzewodniczącego Komisji Infrastruktury. W grudniu 2006 został przewodniczącym Podkomisji stałej ds. budownictwa oraz gospodarki przestrzennej i mieszkaniowej. Zasiadał też w Komisji Obrony Narodowej oraz dwunastu podkomisjach. Pełnił także funkcję członka zarządu Polskiej Grupy Unii Międzyparlamentarnej.
W przedterminowych wyborach parlamentarnych w 2007 bez powodzenia ubiegał się o reelekcję (dostał 1561 głosów). W 2014 uzyskał mandat radnego Białej Podlaskiej z ramienia Prawa i Sprawiedliwości.

## Życie prywatne
Jest żonaty, ma dwoje dzieci.